# Sultan Kudarat (Maguindanao del Norte)
Sultan Kudarat is een gemeente in de Filipijnse provincie Maguindanao op het eiland Mindanao. Bij de laatste census in 2007 had de gemeente ruim 121 duizend inwoners.

## Geografie

### Bestuurlijke indeling
Sultan Kudarat is onderverdeeld in de volgende 39 barangays:
| - Alamada - Banatin - Banubo - Bulalo - Bulibod - Calsada - Crossing Simuay - Dalumangcob - Damaniog - Darapanan - Gang - Inawan - Kabuntalan | - Kakar - Kapimpilan - Katamlangan - Katidtuan - Katuli - Ladia - Limbo - Maidapa - Makaguiling - Matengen - Mulaug - Nalinan - Nara | - Nekitan - Olas - Panatan - Pigcalagan - Pigkelegan - Pinaring - Pingping - Raguisi - Rebuken - Salimbao - Sambolawan - Senditan - Ungap |

## Demografie
Sultan Kudarat had bij de census van 2007 een inwoneraantal van 121.324 mensen. Dit zijn 26.463 mensen (27,9%) meer dan bij de vorige census van 2000. De gemiddelde jaarlijkse groei komt daarmee uit op 3,45%, hetgeen hoger is dan het landelijk jaarlijks gemiddelde over deze periode (2,04%). Vergeleken met de census van 1995 is het aantal mensen met 45.199 (59,4%) toegenomen.

De bevolkingsdichtheid van Sultan Kudarat was ten tijde van de laatste census, met 121.324 inwoners op 712,91 km², 170,2 mensen per km².